# Prezydenci Somalii

## Republika Somalii
| Osoba | Osoba   | Osoba                                                   | Kadencja             | Kadencja             | Partia polityczna      |
| #     | Portret | Imię i nazwisko                                         | Od                   | Do                   | Partia polityczna      |
| ----- | ------- | ------------------------------------------------------- | -------------------- | -------------------- | ---------------------- |
| 1     |         | Aden Abdullah Osman Daar (1908–2007)                    | 1 lipca 1960         | 10 czerwca 1967      | Liga Młodzieży Somalii |
| 2     |         | Abdirashid Ali Shermarke (1919–1969)                    | 10 czerwca 1967      | 15 października 1969 | Liga Młodzieży Somalii |
| —     |         | Sheikh Mukhtar Mohamed Hussein (1912–2012) (tymczasowo) | 15 października 1969 | 21 października 1969 | Liga Młodzieży Somalii |

## Demokratyczna Republika Somalii
| Osoba | Osoba   | Osoba                           | Kadencja             | Kadencja         | Partia polityczna                                       |
| #     | Portret | Imię i nazwisko                 | Od                   | Do               | Partia polityczna                                       |
| ----- | ------- | ------------------------------- | -------------------- | ---------------- | ------------------------------------------------------- |
| 3     |         | Mohammed Siad Barre (1919–1995) | 21 października 1969 | 26 stycznia 1991 | wojskowy / Somalijska Rewolucyjna Partia Socjalistyczna |

## Okres wojny domowej
| 4                                        |  | Ali Mahdi Mohamed (1939–2021) | 27 stycznia 1991 | 3 stycznia 1997 | Zjednoczony Kongres Somalii |
| wakat (3 stycznia 1997–27 sierpnia 2000) |  |                               |                  |                 |                             |

## Tymczasowy Rząd Narodowy
| Osoba | Osoba   | Osoba                          | Kadencja         | Kadencja             | Partia polityczna |
| #     | Portret | Imię i nazwisko                | Od               | Do                   | Partia polityczna |
| ----- | ------- | ------------------------------ | ---------------- | -------------------- | ----------------- |
| 5     |         | Abdiqasim Salad Hassan (1941–) | 27 sierpnia 2000 | 14 października 2004 | bezpartyjny       |

## Tymczasowy Rząd Federalny
| Osoba | Osoba   | Osoba                                         | Kadencja             | Kadencja         | Partia polityczna                  |
| #     | Portret | Imię i nazwisko                               | Od                   | Do               | Partia polityczna                  |
| ----- | ------- | --------------------------------------------- | -------------------- | ---------------- | ---------------------------------- |
| 6     |         | Abdullahi Jusuf (1934–2012)                   | 14 października 2004 | 29 grudnia 2008  | bezpartyjny                        |
| —     |         | Adan Mohamed Nuur Madobe (1957–) (tymczasowo) | 29 grudnia 2008      | 31 stycznia 2009 | Armia Oporu Rahanweyn              |
| 7     |         | Szarif Szajh Ahmed (1967–)                    | 31 stycznia 2009     | 20 sierpnia 2012 | Sojusz na rzecz Wyzwolenia Somalii |

## Federalna Republika Somalii
| Osoba | Osoba   | Osoba                                         | Kadencja         | Kadencja         | Partia polityczna       |
| #     | Portret | Imię i nazwisko                               | Od               | Do               | Partia polityczna       |
| ----- | ------- | --------------------------------------------- | ---------------- | ---------------- | ----------------------- |
| —     |         | Muse Hassan Abdulle (1939/40–) (tymczasowo)   | 20 sierpnia 2012 | 28 sierpnia 2012 | bezpartyjny             |
| —     |         | Mohamed Osman Jawari (1945–2024) (tymczasowo) | 28 sierpnia 2012 | 16 września 2012 | bezpartyjny             |
| 8     |         | Hassan Sheikh Mohamud (1955–)                 | 16 września 2012 | 8 lutego 2017    | Partia Pokoju i Rozwoju |
| 9     |         | Mohamed Abdullahi Mohamed (1962–)             | 8 lutego 2017    | 23 maja 2022     |                         |
| (8)   |         | Hassan Sheikh Mohamud (1955–)                 | 23 maja 2022     | nadal            | Partia Pokoju i Rozwoju |